# Al Capone (film)
Al Capone – amerykański film biograficzny z 1959 roku w reżyserii Richarda Wilsona z Rodem Steigerem w roli głównej.

## Obsada
- Rod Steiger jako Al Capone
- Nehemiah Persoff jako Johnny Torrio
- Fay Spain jako Maureen Flannery
- Joe DeSantis jako „Duży Jim” Colosimo
- Martin Balsam jako Mac Keely
- James Gregory jako Schaefer
- Murvyn Vye jako George „Bugs” Moran
- Robert Gist jako Dion O'Banion
- Lewis Charles jako Earl Weiss
- Sandy Kenyon jako Bones Corelli
- Al Ruscio jako Tony Genaro
- Raymond Bailey jako Brancato
- Clegg Hoyt jako Lefty

## Fabuła
Rok 1919. Do Chicago przyjeżdża młody Al Capone, żeby pracować dla szefa lokalnej mafii Johnny’ego Torrio. Poznaje też jego najlepszego człowieka zwanego „Dużym Jimem”, który zajmuje się interesami Torrio w jednej z dzielnic miasta.
Kiedy w USA zostaje wprowadzona prohibicja Torrio i inni gangsterzy, tacy jak: Dean O'Banion, George „Bugs” Moran i Earl „Hymie”, rozpoczynają walkę o wpływy z nielegalnej produkcji i dystrybucji alkoholu. By osłabić Torrio jego rywale postanawiają zabić „Dużego Jima” i jego pomocników. Na dodatek miejskie wybory wygrywa postępowy burmistrz, przez co Torrio i Capone muszą przenieść swoją siedzibę do oddalonego o kilka kilometrów miasta Cicero. Niedługo potem Capone zabija jednego z szefów konkurencyjnej grupy – O'Baniona. Pozostali bossowie postanawiają go pomścić, co prowadzi do otwartej wojny. Capone jednak zabija Weissa, a kupców w całym mieście zmusza do płacenia haraczu „za ochronę”. Tymczasem sierżant Schaefer z chicagowskiej policji zostaje awansowany na kapitana i przysięga położyć kres mafijnym porachunkom oraz wymuszeniom, a Capone’a wsadzić do więzienia.  
Kiedy policyjne działania dają się gangsterowi coraz bardziej we znaki, przychylny mu dziennikarz Keely, usiłuje skorumpować Schaefera, by zdyskredytować policję. Gdy mu się to nie udaje przekonuje Capone’a, by przeniósł się na Florydę, do czasu aż sprawy się nie uspokoją. Stamtąd gangster planuje zabójstwo kilku ludzi Morana, które przechodzi do historii jako masakra w dniu świętego Walentego.
W końcu gangsterzy zawierają rozejm, ale kiedy Capone dowiaduje się, że Keely spiskuje przeciwko niemu z razem Moranem postanawia go zabić. Tymczasem kapitan Schaefer znajduje sposób na położenie kresu przestępczej działalności Capone’a i oskarża go o niepłacenie podatków, za co zostaje on skazany na jedenastoletni pobyt w więzieniu Alcatraz.

## Produkcja
Podczas kompletowania obsady filmu Rod Steiger, który miał się wcielić w rolę Ala Capone początkowo odrzucił ofertę producentów, ponieważ uznał, że scenariusz w błędny sposób przedstawia Capone’a i przestępczość zorganizowaną. W udzielonym później wywiadzie stwierdził, że odrzucał tę rolę trzy razy. Ostatecznie miał ją przyjąć tylko pod warunkiem, że producenci wprowadzą zmiany do scenariusza.
W filmie narrator podaje, że Al Capone zmarł z powodu nieuleczalnej choroby, jednak nie podaje jej nazwy. W rzeczywistości był to syfilis.